# Stara synagoga w Borowej
Stara synagoga w Borowej – przypuszczalnie nieistniejący klojz zlokalizowany w nieznanej części miejscowości.
Data powstania synagogi nie jest znana. Podczas II wojny światowej synagoga została najpewniej zniszczona przez hitlerowców. 